# تیبور چیک
تیبور چیک (انگلیسی: Tibor Csík; ۲ سپتامبر ۱۹۲۷ – ۲۲ ژوئن ۱۹۷۶) بوکسور اهل مجارستان بود.